# Licab
Licab è una municipalità di quarta classe delle Filippine, situata nella Provincia di Nueva Ecija, nella regione di Luzon Centrale.

## Storia
Licab è un ex sitio sotto il comune di Aliaga ed era conosciuto come "Pulong Samat". Una zona boschiva circondata da fiumi e torrenti, era abitata da trenta famiglie composte da Ilocani, Kapampangan e Tagalog, fino a quando i fratelli Esguerra arrivarono e vissero con la gente del posto.
Don Dalmacio, uno dei fratelli Esguerra, guidò la radura delle vaste praterie e delle sterpaglie con i suoi fratelli e la gente del posto, finché non coltivarono la zona con un raccolto abbondante.
A causa dell'aumento della popolazione di Pulong Samat, Dalmacio diresse l'istituzione di un "gunglo" che serviva da consiglio o governo di Pulong Samat. Il suddetto consiglio iniziò a cambiare il nome di Pulong Samat e in seguito usò "Licab" che veniva dagli ilocana dicendo "kaskada agliklikab ti ani ti pagay da" che significa "il riso che viene raccolto scorre".
Nel 1882, guidati da Don Dalmacio, i capi locali dei barrios di Santa Maria, Licab, Bantog e vicini sitios presentarono una petizione all'amministrazione civile del governo spagnolo nelle Filippine per l'istituzione di un comuni separato dal comune di Aliaga.
Dopo più di dieci anni, dopo aver adempiuto ai requisiti prescritti dai leader del governo spagnolo nelle Filippine, l'ordine di stabilire il comune di Licab fu adottato sotto la guida del governatore generale Ramón Blanco ed entrò in vigore il 28 marzo 1894.

## Suddivisioni amministrative
Licab è formata da 11 baranggay:
- Aquino
- Linao
- Poblacion Norte
- Poblacion Sur
- San Casimiro
- San Cristobal
- San Jose
- San Juan
- Santa Maria
- Tabing Ilog
- Villarosa